# Берлож (Светлогорский район)
Берлож (бел. Бе́рлаж) — упразднённая деревня в Николаевском сельсовете Светлогорского района Гомельской области Республики Беларусь.

## География

### Расположение
В 60 км на запад от Светлогорска и железнодорожной станции Светлогорск-на-Березине,158 км от Гомеля.

### Гидрография
На западе мелиоративные каналы.

## Транспортная сеть
Транспортные связи по просёлочной, а затем автодороге Паричи — Озаричи. Планировка состоит из короткой прямолинейной улицы, ориентированной с юго-запада на северо-восток. Застройка деревянная, усадебного типа.

## История
Основана в начале XX века переселенцами из соседних деревень. Наиболее активная застройка приходится на 1920-е годы. В 1930 году жители вступили в колхоз. Во время Великой Отечественной войны в июне 1944 года оккупанты сожгли 19 дворов. Согласно переписи 1959 года в составе колхоза имени К. Маркса.
17 января 2020 года деревня Берлож упразднена.

## Население

### Численность
- 2004 год — 5 хозяйств, 9 жителей
- 2013 год - нежилая

### Динамика
- 1940 год — 21 двор, 112 жителей
- 1959 год — 78 жителей (согласно переписи)
- 2004 год — 5 хозяйств, 9 жителей